# Адміністративний устрій Деражнянського району
Адміністративний устрій Деражнянського району — адміністративно-територіальний поділ Деражнянського району Хмельницької області на 1 міську, 2 селищні та 27 сільських рад, які об'єднують 62 населені пункти та підпорядковані Деражнянській районній раді. Адміністративний центр — місто Деражня.

## Список радДеражнянського району
| №  | Назва                              | Центр                    | Населені пункти                                                           | Площа км² | Місце за площею | Населення (2001), чол. | Місце за населенням |
| -- | ---------------------------------- | ------------------------ | ------------------------------------------------------------------------- | --------- | --------------- | ---------------------- | ------------------- |
| 1  | Деражнянська міська рада           | м. Деражня               | м. Деражня                                                                | 17,55     | 25              | 10437                  | 1                   |
| 2  | Вовковинецька селищна рада         | смт Вовковинці           | смт Вовковинці с. Кайтанівка с. Садове                                    | 41,900    | 3               | 3388                   | 2                   |
| 3  | Лозівська селищна рада             | смт Лозове               | смт Лозове                                                                | 2,520     | 30              | 1650                   | 3                   |
| 4  | Богдановецька сільська рада        | с. Богданівці            | с. Богданівці с. Березове                                                 | 29,874    | 12              | 889                    | 13                  |
| 5  | Божиковецька сільська рада         | с. Божиківці             | с. Божиківці с. Іванківці с. Шелехове                                     | 48,906    | 1               | 1606                   | 4                   |
| 6  | Волоськівська сільська рада        | с. Волоське              | с. Волоське с. Гута                                                       | 29,671    | 13              | 739                    | 19                  |
| 7  | Галузинецька сільська рада         | с. Галузинці             | с. Галузинці                                                              | 28,380    | 14              | 669                    | 23                  |
| 8  | Гатнянська сільська рада           | с. Гатна                 | с. Гатна с. Марківка                                                      | 32,864    | 8               | 756                    | 18                  |
| 9  | Городищенська сільська рада        | с. Городище              | с. Городище                                                               | 18,715    | 24              | 465                    | 27                  |
| 10 | Гришковецька сільська рада         | с. Гришки                | с. Гришки с. Згар                                                         | 22,224    | 21              | 423                    | 29                  |
| 11 | Загонецька сільська рада           | с. Загінці               | с. Загінці                                                                | 23,044    | 20              | 790                    | 16                  |
| 12 | Згароцька сільська рада            | с. Згарок                | с. Згарок с. Новий Майдан с. Новостроївка с. Подолянське с. Старий Майдан | 37,891    | 5               | 722                    | 20                  |
| 13 | Зяньковецька сільська рада         | с. Зяньківці             | с. Зяньківці с. Бомкове                                                   | 26,186    | 18              | 902                    | 12                  |
| 14 | Кальнянська сільська рада          | с. Кальна                | с. Кальна с. Осикове с. Сіноводи                                          | 28,374    | 15              | 699                    | 22                  |
| 15 | Клопотовецька сільська рада        | с. Клопотівці            | с. Клопотівці с. Вівсяники с. Чернелівці                                  | 21,860    | 22              | 664                    | 24                  |
| 16 | Копачівська сільська рада          | с. Копачівка             | с. Копачівка                                                              | 27,804    | 17              | 872                    | 14                  |
| 17 | Коржовецька сільська рада          | с. Коржівці              | с. Коржівці                                                               | 39,181    | 4               | 570                    | 26                  |
| 18 | Коричинецька сільська рада         | с. Коричинці             | с. Коричинці                                                              | 34,164    | 7               | 768                    | 17                  |
| 19 | Мазниківська сільська рада         | с. Мазники               | с. Мазники                                                                | 30,980    | 10              | 714                    | 21                  |
| 20 | Майдан-Чернелівецька сільська рада | с. Майдан-Чернелевецький | с. Майдан-Чернелевецький с. Макарове с. Стара Гута с. Степівка            | 36,543    | 6               | 858                    | 15                  |
| 21 | Маниковецька сільська рада         | с. Маниківці             | с. Маниківці                                                              | 23,763    | 19              | 1210                   | 7                   |
| 22 | Нижнянська сільська рада           | с. Нижнє                 | с. Нижнє с. Слобідка с. Черешенька                                        | 30,272    | 11              | 1079                   | 9                   |
| 23 | Новосілецька сільська рада         | с. Новосілка             | с. Новосілка с. Літки с. Підлісне                                         | 42,531    | 2               | 1202                   | 8                   |
| 24 | Пилипівська сільська рада          | с. Пилипи                | с. Пилипи                                                                 | 21,246    | 23              | 424                    | 28                  |
| 25 | Радовецька сільська рада           | с. Радівці               | с. Радівці с. Стреків                                                     | 32,676    | 9               | 948                    | 10                  |
| 26 | Шиїнецька сільська рада            | с. Шиїнці                | с. Шиїнці                                                                 | 16,318    | 26              | 269                    | 30                  |
| 27 | Шпичинецька сільська рада          | с. Шпичинці              | с. Шпичинці с. Розсохи с. Теперівка                                       | 3,420     | 29              | 1470                   | 6                   |
| 28 | Яблунівська сільська рада          | с. Яблунівка             | с. Яблунівка с. Адамівка с. Буцневе с. Слобідка-Шелехівська с. Шарки      | 6,412     | 28              | 1540                   | 5                   |
| 29 | Явтухівська сільська рада          | с. Явтухи                | с. Явтухи                                                                 | 28,233    | 16              | 661                    | 25                  |
| 30 | Яськовецька сільська рада          | с. Яськівці              | с. Яськівці с. Красносілка                                                | 15,534    | 27              | 905                    | 11                  |

* Примітки: м. — місто, с-ще — селище, смт — селище міського типу, с. — село